# Vaniljsås
Vaniljsås är en dessertsås med vaniljsmak som serveras till desserter eller bakverk. Den kan tillagas från grunden, göras på vaniljsåspulver eller köpas färdiglagad.

## Innehåll och varianter
Ingredienserna är äggulor, mjölk, socker, potatismjöl eller majsstärkelse. I vissa recept förekommer också grädde, som då ersätter mjölken. Anrättningen smaksätts sedan med vaniljsocker, vaniljextrakt eller med kärnor från vaniljstång. Vaniljsås kan serveras till efterrättspajer och efterrättskakor, som smulpaj och äppelkaka.
En tjockare variant kallas för vaniljkräm och görs på samma vis som vaniljsås, men med mindre vätska och mer smaksättning. Den brukar vanligtvis användas som fyllning i tårtor, wienerbröd och munkar.
Marsán är ett skyddat varumärke på vaniljsås och vaniljkräm från Ekströms.

## Historia
Vaniljsås stammar från tidigt 1800-tal (1828). Flera recept på liknande anrättningar finns från den brittiska kungafamiljens kök. I en senare variant av den franske mästerkocken Auguste Escoffier – under en vistelse i Storbritannien – byttes stärkelsen ut, vilket resulterade i den sås som motsvarar den moderna varianten av vaniljsås. På engelska, franska, katalanska och andra europeiska språk är vaniljsås känd som crème anglaise ("engelsk sås"). Även kockarna Philéas Gilbert och Emile Fetu nämns i samband med såsen. Äldre recept med liknande utformning, med eller utan äggula, existerar dock.
Ordet vaniljsås förekom i svensk skrift för första gången 1879. Då presenterades den via ett recept på "Klar vanilj-sås", där "Sockerlagen kokas med vanilj, afredes med arrowrot och hålles varm i vattenbad".